# Mukim di Lumapas
Lumapas è un mukim del Brunei situato nel Distretto di Brunei-Muara con 7.085 abitanti al censimento del 2011.

## Geografia antropica

### Suddivisioni amministrative
Il mukim è suddiviso in 15 villaggi (kapong in malese):
Kupang, Putat, Pengkalan Batang, Kasat, Buang Sakar, Tarap Bau, Bukit Merikan, Lupak Luas, Sungai Asam, Buang Tekurok, Sengkirap, Lumapas 'A', Lumapas 'B', Pancur, Kelugus.